# 山口研志
山口 研志（やまぐち けんじ、1973年7月30日 - ）は、東京都出身の俳優。2000年から劇団昴所属。
文化庁新進芸術家海外留学生としてニューヨークに2年間留学。

## 出演

### テレビドラマ
- ゴーバスターズ（2012年）
- 相棒Eleven（2012年）
- 女三代 如月法律事務所 第2作（2013年）
- 100の資格を持つ女〜ふたりのバツイチ殺人捜査〜 第7作（2013年）
- 税務調査官・窓際太郎の事件簿 第27作（2014年）
- 税務調査官・窓際太郎の事件簿 第28作（2015年）
- 内閣情報調査室　特命調査官・ハト（2017年）

### 舞台
- ピクニック（1999年） - ハル・カーター 役
- それから（2002年） - 長井代助 役
- そして誰もいなくなった（2002年） - フィリップ・ロンバート 役
- エピシーン（2003年） - モローズ 役
- "THE LIFE" in New York（2004年） - Memphis 役
- チャリングクロス街84番地（2006年） - ビル 役
- クリスマスキャロル（2008年、2009年） - 鶏屋 役
- 隣で浮気?（2009年、2013年） - ボブ 役
- エデンの東（2011年） - ジョー 役
- 輝く天使よ、せめてもう一言（2010年） - ティボルト 役
- オンディーヌ（2015年） - 劇場支配人 役
- 李香蘭（2015年、2016年） - 李将軍 役
- 思い出を売る男（2016年） - 酔漢 役
- この生命誰のもの（2016年） - 馬場晃 役
- アルジャーノンに花束を（2017年、2019年、2020年、2022年） - ジンピイ 役
- 僕の庭のLady（2021年） - ルーファス 役
- クリスマス・キャロル（2021年） - 未来の精霊、フェジウィッグ 役
- クリスマス・キャロル（2022年） - フェジウィッグ、紳士 他 役
- クリスマス・キャロル（2023年）[2]
- クリスマス・キャロル（2024年） - マーレイの亡霊、オールドジョー 他 役

### 劇場アニメ
- 機動戦士ガンダム 特別版（2000年） - ジオン公国群衆 役

### 吹き替え
- アインシュタインの眼
- FBI失踪者を追え シーズン6
- 英雄の証明
- 刑事フォイル
- Bullブル3